# Saint-Nicolas-aux-Bois
Saint-Nicolas-aux-Bois è un comune francese di 114 abitanti situato nel dipartimento dell'Aisne della regione dell'Alta Francia.

## Società

### Evoluzione demografica
Abitanti censiti